# 猗氏镇
猗氏镇，是中华人民共和国山西省运城市临猗县下辖的一个乡镇级行政单位。

## 行政区划
猗氏镇下辖以下地区：
神后堡社区、葡萄园社区、双塔社区、中城社区、葫芦岛社区、八角搂社区、渠南社区、西郊社区、临化社区、王村、兴教坊村、崇相西村、贵戚坊村、里寺村、翟村、关原村、杨原村、西荆阳村、南家庄村、百里店村、陈范屯村、东西屯村、黄斗景村、小杨村、大杨村、高家垛村、上里村、西张岳村、孙家卓村、陈家庄村和马营村。